# Ірина Бокова
Ірина Георгієва Бокова (болг. Ирина Георгиева Бокова; нар. 12 липня 1952, Софія, Болгарія) — болгарський політик, член Болгарської соціалістичної партії, колишня член Болгарської комуністичної партії, дипломатка, Генеральний директор ЮНЕСКО з 15 листопада 2009 до 13 жовтня 2017 (переобрана на другий термін 2013 року).
Ірину Бокову неодноразово звинувачували в корупційних зв'язках і підтримці режиму Путіна.

## Біографія
Ірина Бокова народилась 12 липня 1952 року в Софії, столиці Болгарії в компартійно-номенклатурній родини. Батько, Георгі Боков, один із керівників Болгарської комуністичної партії, головний редактор партійної газети «Работническо дело» і секретар ЦК БКП.
Старший брат Філіп Боков — випускник (1972) Московського державного інституту міжнародних відносин (МДІМВ), політичний діяч Болгарії, Надзвичайний і Повноважний посол Болгарії в Словенії.
У 1976 закінчила Московський державний інститут міжнародних відносин за спеціальністю «Міжнародні відносини». Аспірантка Мерілендського університету (Вашингтон) і слухач програми для керівників у Школі державного управління ім. Джона Ф. Кеннеді Гарвардського університету.
У 1977-1992 працювала в Міністерстві закордонних справ Болгарії в напрямку співпраці з Організацією Об'єднаних Націй:
- 1982-1984 — третій секретар Постійного представництва Народної Республіки Болгарія при ООН;
- 1990 обрана депутатом Великих народних зборів Болгарії.

1992-1994 навчалась за програмою НАТО для країн Центральної та Східної Європи, що спеціалізувалась з питань захисту прав меншин. У 1995-1996 працювала заступником, першим заступником Міністра закордонних справ Болгарії й урядовим секретарем із питань європейської інтеграції.
У період з листопада 1996 р. до лютого 1997 р. Ірина Бокова обіймала посаду Міністра закордонних справ (до відставки Голови Кабінету Міністрів Болгарії — Жана Виденова). Після позбавлення влади Ірина Бокова створила й очолила Європейський політичний форум з метою сприяння європейській інтеграції Болгарії й популяризації європейських цінностей.
2001—2005 рр. — обрана депутатом Народних зборів Болгарії, була секретарем парламентської фракції соціалістичного спрямування «Коаліція за Болгарію». 2005 року призначена Надзвичайним і Повноважним послом Болгарії у Франції й Постійним представником Болгарії в ЮНЕСКО.
22 вересня 2009 рекомендована Виконавчою радою ЮНЕСКО на посаду Генерального директора. Кандидатуру Ірини Бокової затвердила Генеральна конференція ЮНЕСКО 15 жовтня 2009 року. Її попередник — Мацуура Коіхіро. Ірина Бокова була обрана першою жінкою й першим представником країн Східної Європи, що очолила Організацію Об'єднаних Націй з питань освіти, науки і культури. 2013 року була переобрана на другий термін.
З 2017 — член Наглядової ради Меморіального центру Голокосту «Бабин Яр».

## Підтримка дій Асада й Путіна в Сирії
Після захоплення в 2016 Ісламською державою сирійського міста Пальміра, що є об'єктом Всесвітньої спадщини ЮНЕСКО, історична частина Пальміри була частково знищена бойовиками ІДІЛ. Наприкінці березня 2016 року сирійські війська, що залишились вірними диктатору Башара Асаду за підтримки ВПС Росії й ліванської шиїтської терористичної організації Хезболла, здійснили наступ на Пальміру. Зруйноване місто було відвойоване. Ірина Бокова привітала цей наступ як Генеральний директор ЮНЕСКО.

## Звинувачення в корупції
- У січні 2016 року болгарська газета bivol.bg оприлюднила впродовж місяця одразу дві статті про Ірину Бокову: від 9 січня під заголовком «Болгарський керівник ЮНЕСКО володіє нерухомістю на Мангеттені вартістю понад 3 мільйони доларів» а від 20 січня — другий сенсаційний матеріал «Скандали в ЮНЕСКО: генеральний директор Ірина Бокова маніпулює кадровими процедурами з метою призначення на пост свого заступника, свою протеже з підробленими документами».[8]

- 2017 року міжнародний журналістський Центр із досліджень корупції та організованої злочинності (OCCRP) викрив схеми відмивання $3 млрд режимом Ільхама Алієва у банках Європи впродовж 2012—2014 рр. З'ясувалося, що між іншими європейськими корумпованими політиками, що «відбілювали» образ азербайджанського диктатора в Європі за хабарі, була й Ірина Бокова. 2013 року в Євросоюзі вона організувала й провела фотовиставку «Азербайджан — простір толерантності».[9]